# Базико
Базико (итал. Basicò) је насеље у Италији у округу Месина, региону Сицилија.
Према процени из 2011. у насељу је живело 583 становника. Насеље се налази на надморској висини од 550 м.

## Становништво
Према резултатима пописа становништва 2011. у општини је живело 679 становника.
| 1931. | 1936. | 1951. | 1961. | 1971. | 1981. | 1991. | 2001. | 2011. |
| ----- | ----- | ----- | ----- | ----- | ----- | ----- | ----- | ----- |
| 1.482 | 1.595 | 1.588 | 1.284 | 1.106 | 990   | 904   | 746   | 679   |